# Glaphyocanthon
Glaphyocanthon là một chi bọ cánh cứng thuộc họ Scarabaeidae.